# Dr. Strangelove eller: Hur jag slutade ängslas och lärde mig älska bomben
Dr. Strangelove eller: Hur jag slutade ängslas och lärde mig älska bomben (engelska: Dr. Strangelove or: How I Learned to Stop Worrying and Love the Bomb) är en brittisk satirisk svart komedifilm från 1964 av den amerikanske regissören Stanley Kubrick. Den hade biopremiär i USA den 29 januari 1964 och Sverigepremiär den 13 april 1964 på biografen Royal i Stockholm. I komisk-satirisk-dramatisk form ifrågasätts kärnvapen. Peter Sellers ses i tre roller. Den hade premiär lite mer än ett år efter Kubakrisen, som pågick i oktober 1962 under kalla kriget och som kunde lett till krig mellan stormakterna USA och Sovjetunionen.

## Handling
Den amerikanske flyggeneralen Jack D. Ripper ger under en rutinövning sin bombflygflottilj ("Bomber Wing") med 38 B-52:or den order som kallas "Plan R" – en plan som utarbetats i händelse av att ett sovjetiskt kärnvapenanfall mot USA skulle slå ut alla normala kommunikationslinjer, så att den amerikanske presidenten inte längre är förmögen att ge order att slå tillbaka. Under dessa förutsättningar, och endast då, får militära chefer lov att på eget initiativ hämnas en kommunistisk kärnvapenattack mot USA. General Ripper bryter således mot sina befogenheter.
Rippers åtgärd bygger på en förhoppning om att presidenten måste fullfölja anfallet med "total commitment", det vill säga använda även alla sina andra kärnvapen mot Sovjetunionen. Han har spärrat av hela flygbasen, beslagtagit alla radioapparater och beordrat sina soldater att skjuta först och fråga sedan. Allt som kommer närmare flygbasen än 200 yard skall omgående beskjutas.
Flygvapenchefen general Buck Turgidson får höra talas om Rippers verkställande av Plan R via sin unga älskarinna medan han själv sitter på toaletten. Den unga kvinnan får tala högt med både sin general på toaletten och flygvapenstaben. Efter viss förvirring måste general Turgidson bege sig till Pentagons stridsledningssal, och där har en stor skara militärer och politiker samlats, inklusive den amerikanske presidenten samt en militär forskare, "Dr. Strangelove", vars namn 19 år tidigare varit "Dr. Merkwürdigliebe", som inte kan låta bli att titulera den amerikanske presidenten som "mein Führer" och som måste bita sig i sin hand för att undvika att göra en Hitlerhälsning.
Under insamlingen av radioapparater råkar Rippers ställföreträdare, en brittisk förbindelseofficer, överste Lionel Mandrake från Royal Air Force, höra att det spelas musik på de radiostationer som han kan ta in. Detta kräver en förklaring, och den får överste Mandrake av general Ripper. Generalen inleder med att citera Clemenceau: "Krig är för allvarligt för att skötas av militärer", men tillägger därefter "...det var antagligen sant då, när han sa så, för 50 år sedan. Men idag är krig allt för allvarligt att överlåtas åt politiker", varefter hans fortsatta resonemang grundar sig på att kommunisterna har förgiftat hela den fria världens "naturliga kroppsvätskor" ända sedan 1946 genom fluorisering av dricksvatten. Även om Ripper uttrycker det i andra termer tycks han fått denna idé i samband med att han blivit impotent. Överste Mandrake inser att Ripper har blivit vansinnig och att han håller på att starta ett kärnvapenkrig. I Plan R ingår att B-52:orna skall stänga av all radiotrafik som inte föregås av ett prefix av tre bokstäver. Bara Ripper vet koden. På alla möjliga sätt försöker Mandrake lura ut vad koden är (det skulle ta drygt två dygn med dåtida datorteknik att sända meddelande med alla 17 576 kombinationer av bokstavsprefix, men man har nu mindre än en timme på sig).
Parallellt med detta får vi följa med major Kong, som är befälhavare på ett av de 38 bombflygplanen som nu närmar sig Sovjetunionen. Först vägrar majoren tro på att Plan R skall verkställas. Men efter att personligen kontrollerat radiotelegrammets riktighet tar han av sig hjälmen och sätter på sig en cowboyhatt. Hans förtroende för general Ripper är fullständigt, och nu skall det fällas kärnvapen över Ryssland.
För att försöka lösa problemet kallar den amerikanske presidenten in den ryske ambassadören i Pentagons krigsrum. Med hjälp av honom ringer man upp kommunistpartiets generalsekreterare, som dessvärre visar sig vara berusad. Till allas förfäran framkommer det nu att Sovjetunionen utvecklat ett domedagsvapen som automatiskt utlöses vid ett kärnvapenanfall. General Ripper begår självmord, då han fruktar att avslöja prefixkoden om han utsätts för tortyr. Men överste Mandrake lyckas gissa rätt kod (grundad på "sunda kroppsvätskor") och 34 flyg vänder hemåt, tre har skjutits ned – men major Kongs B-52:a har bara skadats. Tre av dess åtta motorer har slutat fungera och planet läcker bränsle. Radion har gått sönder, så rätt kod till trots går planet inte att nå. Dramatiken ökar då amerikanerna avslöjar planets primära och sekundära mål. Allt sovjetiskt luftförsvar koncentreras kring dessa två platser. Men eftersom flygplanet läcker allt mer bränsle beslutar Kong att istället välja närmaste tänkbara mål. Då bombluckan inte vill öppnas hoppar Kong ner i lastutrymmet och kortsluter elektriska kretsar. Till sist lyckas han både få upp bombluckan och fälla bomben med sig själv ovanpå. Bomben detonerar och därmed kommer det sovjetiska "domedagsvapnet" snart utlösas automatiskt. General Turgidson beklagar att USA inte också har ett sådant vapen. Dr. Strangelove prisar också domedagsvapnet men är rasande över att det hållits hemligt. Den sovjetiske ambassadören förklarar att generalsekreteraren i Sovjetunionens kommunistiska parti hade tänkt offentliggöra saken "på måndag", i samband med en kommunistisk högtidsdag.
Den annalkande undergången gör alla mycket nedstämda, tills Dr. Strangelove, vetenskaplig rådgivare åt regeringen, framför en strategi för mänsklighetens överlevnad. Den går ut på att de yttersta eliterna inom vissa samhällsområden väljs ut för att gå under jord så länge radioaktiviteten på ytan är för stor. Bland dessa måste antalet kvinnor vara betydligt större än antalet män för att möjliggöra en snabb folkökning. Då det innebär att männen måste ägna sig åt avsevärd sexuell aktivitet måste kvinnorna väljas ut efter sexuell attraktion.
Den rullstolsbundne Dr. Strangelove reser sig plötsligt och börjar gå till sin och omgivningens förvåning, vilket följs av ett montage med kärnvapenexplosioner, till tonerna av Vera Lynns klassiska sång från 1939, "We'll Meet Again".

## Rollista (i urval)
| Peter Sellers    | – Överste Lionel Mandrake – President Merkin Muffley – Dr. Strangelove |
| George C. Scott  | – General "Buck" Turgidson                                             |
| Sterling Hayden  | – General Jack D. Ripper                                               |
| Slim Pickens     | – Major Kong                                                           |
| Peter Bull       | – Ambassadör Alexei de Sadeski                                         |
| Keenan Wynn      | – Överste "Bat" Guano                                                  |
| Tracy Reed       | – Fröken Scott                                                         |
| James Earl Jones | – Bombfällare löjtnant Lothar Zogg                                     |
| Shane Rimmer     | – Andrepilot "Ace"                                                     |

## Om filmen
Filmen spelades in av brittiska Hawk Films i Shepperton Studios utanför London  men distribuerades senare av amerikanska Columbia, när de väl sett resultatet. Filmen är i svartvitt, vilket 1963 fortfarande vid denna tid var vanligast i Storbritannien, medan man i USA nästan helt och hållet hade övergått till färgfilm omkring 10 år tidigare, ehuru övergången till färg inte var lika abrupt som när talfilmen under 1930-talets början hade ersatt stumfilmen. Steven Spielberg har deklarerat att denna film är hans absoluta favoritfilm.

## Citat
- "Här kan ni inte hålla på och slåss, det borde ni begripa - detta är krigsrummet!" ("Gentlemen, you can't fight in here! This is the War Room!")